# 1851년 프랑스 국민투표
1851년 프랑스 국민투표는 1851년 12월 20일과 21일 치러진 프랑스의 국민투표로, 친위 쿠데타를 일으킨 루이 나폴레옹 보나파르트 대통령의 새 헌법에 대한 찬반 투표로, 92% 찬성으로 통과된다

## 배경
당시 프랑스의 헌법에 따르면 대통령 임기는 4년 단임으로 중임할 수 없었다. 대통령 루이 나폴레옹은 헌법개정에 필요한 의원수 3/4의 지지를 얻기가 어렵다는 사실을 깨닫고 12월 2일 쿠데타를 일으킨다. 공화파들만이 저항했으나 여러 도시와 지역에서 패배했고, 파리에서도 시가전 끝에 12월 4일 패했다. 수천 명이 체포당해 추방되었으며 루이 나폴레옹은 입법의회를 해산하고 새로운 헌법을 공포한다

## 결과
| 1851년 헌법    | 1851년 헌법 | 1851년 헌법 |
| 찬성 또는 반대 | 득표수      | 득표율      |
| -------------- | ----------- | ----------- |
| 찬성           | 7,481,231   | 92.03%      |
| 반대           | 647,292     | 7.96%       |
| 총 득표수      | 8,165,630   | 100.00%     |
| 투표율         | 81.7%       | 81.7%       |

## 같이 보기
- 프랑스 제2공화국
- 루이 나폴레옹 보나파르트